# حیدرگره
حیدرگره (به انگلیسی: Haidergarh) یک منطقهٔ مسکونی در هند است که در Barabanki district واقع شده‌است.

## خصوصیات
حیدرگره  ۱۴٬۰۴۳ نفر جمعیت دارد.